# 大統領官邸 (アイルランド)
大統領官邸（だいとうりょうかんてい、愛: Áras an Uachtaráin）は、アイルランドの大統領の官邸。
英語でもアイルランド語読みのアーレス・アン・ウフタラーンを使用している。

## 概要
以前ヴァイセリーガル・ロッジと呼ばれていた大統領官邸は、アイルランドのダブリンのフェニックス・パーク内に位置している。95の部屋を持ち、ナタニエル・クレモンによって設計され、1751年に完成した。

## 起源
元々は、18世紀半ばにパークレンジャーでアマチュア建築家のナタニエル・クレモンによって設計された。1780年代にイギリスのアイルランド総督によって購入され、夏の別荘となった。官邸はダブリン城のヴァイセリーガル・アパートメントにあった。官邸は後にヴァイセリーガル・ロッジとなり、総督（副王としても知られている）の「季節外れ」の官邸となり、1820年代から1年の大半をここで過ごした。社交季節（1月から3月の聖パトリックの日まで）の間は、ダブリン城で生活を送っていた。
フェニックス・パークには、かつてヴァイセリーガル・ロッジ、首席秘書官ロッジ、次席書記ロッジの3つの官邸があった。首席秘書官ロッジは、現在ディアフィールドと呼ばれており、在アイルランド米国大使の官邸となっている。現在は取り壊されている次席書記ロッジは，長年にわたりローマ教皇庁大使館として使用されていた。
一部の歴史家は、大統領官邸の庭園前廊は、ワシントンD.C.のホワイトハウスを設計したアイルランド人建築家ジェームズ・ホーバンがモデルにしたと主張している。しかし、ポルチコはホーバンの当初の設計の一部ではなく、実際には後にベンジャミン・ラトローブによってホワイトハウスに追加されたものであった。

## 知事公邸
1911年には、ジョージ5世とメアリー・オブ・テックの訪問のために大規模な増築が行われた。1922年のアイルランド自由国の創設に伴い、アイルランド総督は廃止された。新たな王室の代表であるティム・ヒーリー総督を、より小さな新居に配置する計画だったが、反英愛条約のアイルランド共和軍（IRA）からの殺害予告があったため、一時的にヴァイセリーガル・ロッジに設置された。当時の建物は、アメリカの作家ハリエット・ビーチャー・ストウの小説『アンクル・トムの小屋』にちなんで「アンクル・ティムの小屋」という愛称で呼ばれていた。1932年に新総督に就任したドヴナル・ウア・ブハーラがダブリンの南側にある特別に雇われた私邸に設置されるまで、アイルランド自由国総督の住居として使われていた。

## 大統領官邸
1938年には、アイルランドの初代大統領ダグラス・ハイドが一時的に住んでいたが、その間、敷地内に新しい大統領官邸を建設する計画が進められていた。第二次世界大戦の勃発により、取り壊しの危機に瀕していたが、取り壊しと新居の設計が保留されていたため、「Áras an Uachtaráin（大統領官邸）」と改名された。1945年までには、アイルランド大統領府と密接な関係を持つようになり、取り壊されることはなかったが、状態の悪さから大規模な取り壊しと建物の一部の再建が必要となった。その後、さらなる修復工事が随時行われている。
ハイドは本館の1階の居住区に住んでいた。後の大統領たちは、1911年にジョージ5世の訪問のために建てられた母屋に併設された新居に移った。しかし、1990年にメアリー・ロビンソンは古い本館に戻った。後継者であるメアリー・マッカリースは、1911年の棟に住んでいた。
首相と政府閣僚は、裁判官、司法長官、検事総長、国防軍の上級士官などと同様に、大統領官邸で大統領から印鑑を受け取る。また、大統領委員会や国務院の会議の会場にもなっている。また、警察機動隊の本部も入っている。公共事業局が大統領の私室を提供している。
2005年5月9日に日本の明仁天皇は、美智子皇后とともに大統領官邸を訪れた。
2013年6月19日に日本の安倍晋三内閣総理大臣は、安倍昭恵内閣総理大臣夫人とともに大統領官邸でマイケル・D・ヒギンズ大統領夫妻と対談した。